# Warren M. Hirsch
Warren M. Hirsch  (* 3. August 1918 in  New York City; † 9. Juli 2007 in Sarasota, Florida) war ein US-amerikanischer Mathematiker.
Hirsch studierte am City College of New York und an der New York University Mathematik und wurde dort 1952 bei James J. Stoker promoviert (On the Maximum Cumulative Sum of Independent Random Variables). Im Zweiten Weltkrieg befasste er sich mit der Optimierung der Bombardierung durch die United States Army Air Forces in Frankreich und Deutschland. 1953 wurde er Professor am Courant Institute of Mathematical Sciences of New York University. 1988 wurde er emeritiert und forschte und lehrte noch 11 Jahre an der Mount Sinai School of Medicine in Biomathematik.
Anfangs befasste er sich mit linearer Optimierung und formulierte 1957 in einem Brief an George Dantzig die Hirsch-Vermutung über Polytope, die 2010 durch Francisco Santos widerlegt wurde. Mit Dantzig entwickelte er einen nach beiden benannten Algorithmus zur Lösung des Hirsch-Dantzig-Problems fixer Kosten (Fixed charge problem, dargelegt in einem RAND-Report 1954). Er war einer der Gründer der mathematischen Kannibalisierungs-Theorie und befasste sich mit Wahrscheinlichkeitstheorie.
Er ist vor allem für die mathematische Modellierung der Ausbreitung parasitärer Würmer (wie Bilharziose) bekannt. Mit dem Thema befasste er sich seit Ende der 1960er Jahre und nutzte ein Sabbatjahr zum Studium von Parasitologie und Tropenmedizin. Das Nasell-Hirsch-Modell für die Ausbreitung der Bilharziose, das er Anfang der 1970er Jahre mit seinem Doktoranden Ingemar Nasell (später Professor an der Königlichen Technischen Hochschule in Stockholm) entwickelte, war ein wichtiger Fortschritt in der mathematischen Epidemiologie. Es benutzte Markow-Ketten und führte zu wichtigen Schlussfolgerungen bei der Bekämpfung der Bilharziose (zum Beispiel das sichere Wasserversorgung wichtiger war als das Problem von Latrinen). Es beruhte auf Vorarbeiten von George Macdonald. Mit Jean-Pierre Gabriel und Herman Hanisch erweiterte er das Modell auf andere Klassen parasitischer Würmer, wobei die Würmer nach ihrer Sexualität (Vermehrungsstrategie) klassifiziert wurden. Dafür entwickelten sie die Theorie funktionaler Differentialgleichungen mit Verzögerung.
Er war Ehrendoktor der Universität Fribourg in der Schweiz (1989).